# ランチアラリー (タミヤ)
ランチアラリーとは、田宮模型（現・タミヤ）が生産していた1/10スケールの電動ラジコンデュアルパーパス・モデル。世界ラリー選手権Gr.B（グループB）クラスに参加したマルティニ・カラーを纏ったランチア・ラリー037をモデル化している。1983年11月21日発売、当時のキット価格は9800円。
- スバルブラット、マイティフロッグとは姉妹車で、相違点はバンパー、ボディ、タイヤ、ホイールの相違のみである。
- 相変わらず発動機はスバルブラット同様、マブチモーターの「RS380」で、走行性能の低さもそのままであった。当時はカテゴリー上の位置付けが不明瞭だったのか、スバルブラットよりも人気は劣っていた。

## メカニズム
- シャシ：ABS樹脂製トラス構造スペースフレームタイプ
- フロントサスペンション：トルクロッド付きダブルウィッシュボーン独立懸架、コイルスプリング+ピストン直動インボード式フリクションダンパー
- リヤサスペンション：フルトレーリング独立懸架、縦置きフリクションダンバー（コイルオーバー）
- フロントタイヤ：中空ラバー、ブロックパターン
- リアタイヤ：中空ラバー、ブロックパターン
- 駆動方式：2WD，後輪駆動
- モーター：付属マブチ380をミッドシップ、ギアボックス右側に搭載
- デファレンシャルギア：無し、常時直結、デフロック状態
- ドライブジョイント：六角形状、ダストブーツ付き
- 搭載バッテリー（別売り）：田宮の6V、7.2V（ラクダ）、他社の7.2Vを横置きで積載
- ボディ：ABS樹脂製モノコック造形
- アンテナ：ピアノ線（スチール）1本
- 販売価格：9800円（当時）